# 青岛卫生
青岛有较完整史料记载的最早的官办医药经营管理机构，是1476年在平度州东关设立的惠民药局，内设医科员管理药政。1661年，中医宋慎修家族在今黄岛区铁山街道开设北月堂，是有史料记载的最早中药店之一，行医经营中药约300年。1829年，江西人曾大阳在胶州创办德全堂，初为中药摊，后在胶州城城隍庙街设堂，鼎盛时期有房屋159间，年销售额达20多万银元，雇佣店员47人。1851年，江西人姚武在即墨开办森森堂，经营至清光绪年间，逐渐成为即墨药业的大户。1896年，青岛天后宫一带有两家中药铺。
1899年，德军为防疫始建临时海军'野战医院，后经扩充改造，于1900年建成胶澳督署医院，这是青岛第一所西医医院。此后德、美等西方国家的基督教会在青岛相继开设了一些教会医院，其中有福柏医院、天主堂医院等，此后西医逐渐取代了中医在市区的主导地位。1909年，青岛特别高等专门学堂内设医学科，以胶澳总督府医院作为教学基地，由此开始了医学高等教育。1911年，胶澳总督府设立医务局，负责胶澳医疗卫生行政。1914年，日本接管胶澳总督府医院，改称陆军医院，由青岛军政署直接管理。为便于日本侨民就医，1916年改名为，下设8个分院。1917年，日本驻青岛守备军司令部内设民政部，负责管理医疗卫生。1919年，普济医院成立。1922年青岛回归后，于次年设立卫生局，1924年裁撤，同时成立青岛卫生所管理公共卫生，医院归胶澳商埠督办公署管理。1924年青岛第一家由中国人开设的西药店——汉美药房在四方路开业。同年日本人建立青岛医学校，作为青岛病院的附设学校，为青岛第一所中等医学学校。1925年，胶澳商埠局设立卫生科，总辖卫生事宜。1927年，青岛医师讲习会召开，是青岛首次医学学术交流活动。
1929年，青岛特别市政府成立卫生局，1930年裁撤，卫生行政划归社会局和公安局管理。1931年，普济医院改称青岛市市立医院。1934年,青岛市社会局创办青岛市市立癫病院，是青岛历史上第一家专科医院。1938年，同仁会青岛医院改编为战时体制，改称同仁会青岛医院诊疗班，下设台东、台西等诊疗所。1939年设立青岛特别市公署卫生局，同年日本在青岛开办青岛医科大学。1942年卫生局裁撤，卫生管理划归社会局和警察局。1945年4月，青岛特别市政府卫生处成立，管理卫生事务。战后南京国民政府接收青岛的卫生医疗机构，设立卫生委员会。1946年，青岛市政府卫主局成立；同年成立隶属卫生局的市民医院和市立妇婴保健所，并将接收的青岛医院和医科大学移交国立山东大学，成立国立山东大学医学院、国立山东大学医学院附属医院和国立山东大学附设高级护士职业学校。1948年卫生局裁撤，青岛市政府秘书处增设卫生科，管理全市卫生行政业务。至1949年，青岛市共有各类卫生医疗机构76处，病床1059张，平均每千人拥有病床0.24张；共有各级各类卫生技术人员2150人，其中中医621人，西医326人，西药人员12人，护理助产702人，其他卫生技术人员489人，平均每千人拥有医生0.32人。
1949年共和国成立后，青岛市人民政府卫生局成立，主管全市卫生行政工作。1956年，山东大学医学院改置青岛医学院（后并入青岛大学，称青岛大学医学院）。市区内先后新建市第二人民医院、第三人民医院、第四人民医院、青纺医院和青岛钢厂、四方机车厂、橡胶二厂医院以及市传染病院、精神病医院、肿瘤医院等。同时各区都新建了区医院，工矿企业、学校相继建立保健站和卫生室。农村医疗机构开始发展建立，各县都建立了规模较大的县级综合医院及县级防疫站和专业医疗防治机构，改善了农村医疗水平。截至2011年末，青岛市共有卫生机构（含诊所）2549处，其中，医院、卫生院278处，疾病预防控制中心13处，妇幼保健机构13处，门诊部（所）、卫生保健所、医务室1861处。年末各类卫生技术人员4.8万人，其中，医生1.9万人。全市拥有医疗床位4万张，其中，医院、卫生院床位3.6万张。青岛的医疗卫生事业在其历史发展过程中形成了一定的特色。时至今日，青岛市在卫生教学、医疗、科研等方面已形成完整的体系，处于国内同等级别城市前列。主要医疗机构在显微外科、眼科、肝胆外科、心脑血管及肿瘤疾病的防治方面达到国内甚至国际先进水平。基层医疗卫生机构已基本遍布城乡村居社区。全市居民健康的主要指标已经位于发展中国家前列，有的已经接近或达到中等发达国家的先进水平，医疗卫生事业取得的显著成绩受到全国瞩目。

## 中医
青岛的中医（传统医疗）历史悠久，名医辈出，明清时期的黄玉衡、黄学礼、于致温、房益臣、杨有江等均以善医知名于世。1923年，胶澳商埠对中医进行审核统考，发放营业执照。1929年，市区中医重新登记注册，统称医士。1930年起，每年3月15日举行中医考试，合格者始准营业。1936年，南京国民政府颁布限制中医的有关条例，引起全国中医抗议，青岛市政府以有“特殊情况”为由未予执行，因而未发生风波。1945年南京国民政府接管青岛后，组成青岛市中医考询委员会，对全市登记的中医进行考询，核发营业执照。
1951年，青岛市中医进修学校成立。1955年，青岛市立中医院成立。1956年，青岛市卫生局设立中医科。至1958年，各大医院相继建立了中医科、针灸科，部分医院建立了推拿科、整骨科。1980年代落实中医政策，发展中医药事业，开展中西医结合，促进中医、西医、中西医结合三支力量共同发展。1983年，全国中西医结合门诊研究学术会议在青岛召开，同年青岛市中西医结合研究所成立。1985年，又成立青岛市中西医结合研究会。农村中医工作得到进一步加强，包括县、乡、村三级中医网络养生学在内的中医系统培训，并在所有乡镇卫生院设立中医（中西医结合）门诊部；继续实施中医事业“四名（名医、名药、名科、名院）工程”，发挥中医（中西医结合）的特色和优势，综合性医院大都设有中医科。

## 西医
青岛的西医（现代医疗）始于德租时期。1898年，德国海军远东舰队在青岛建立帐篷式野战医院。1900年改建为胶澳总督府医院。各教会也先后建立了一些医院、诊所，如安徽路的福柏医院、即墨的柏林医院等。第一次日占时期开设了日华齿科医院和太平镇医院。随着西医的传入，西药及诊疗手段，如X射线机、细菌及化学检验、手术器械等也相继传入，可以诊治内、外、妇、儿等科一般疾病和疟疾、天花、肺结核、性病等传染病及对法定传染病施行隔离。1919年进行了胸外科手术。1920年进行了第一例白内障摘除术。1920至1930年代，西医有一定发展，技术有一定提高。共和国成立以来，青岛西医的医疗技术发展很快，临床分科越来越细，诊疗手段越来越先进，引进了一批精密医疗器械，如1000毫安多功能大型X射机组、血液分析仪、高压液相色谱仪等，开始做一些高难度的手术，如冠状动脉造影、心脏瓣膜置换、断指再植、心脏血管搭桥、喉头再造、大面积烧伤抢救等。心肌梗塞抢救成功率已达到国内先进水平。

## 疗养
青岛的疗养事业始于20世纪初。1902年，胶澳总督府在台波尔山口（今崂山柳树台）建立麦克伦堡疗养院。1905年，美国教会在今汇泉湾畔建立伊尔蒂斯海湾美国教会疗养院。1938年，东正教总会在崂山北九水建立肺病疗养院。1929至1938年期间还建有位于金口路的万国疗养院、九水庙的华利道德疗养院、北九水的慢性病疗养院等。共和国初年，疗养事业迅速发展，但仅限为党和国家领导人、军方及来访外国要员服务。改革开放后，部分疗养机构开始面向社会经营。1990年代形成以汇泉湾、八大关、湛山、燕儿岛、北九水、温泉等为中心的许多疗养区，海军、空军、济南军区及全国总工会等单位均在青岛设有疗养院。随着疗养系统的改革，一些疗养院全部或部分改变用途，人员分流，或改为酒店宾馆，或对外出租，或搞房地产开发等。

## 卫生疾控
青岛的公共卫生与疾病防疫控制工作始于19世纪末的德租时期，由胶澳总督府辅政司负责防疫事宜，疫情报告由巡警总局负责，通过发布一系列法令，严格预防和监测疫情。第一次日占时期，防疫事务由青岛军政署和警务卫生系负责，各管区宪兵队管理具体事项。1926年，胶澳商埠局成立防疫所，负责疫情和预防接种。此后历届政府组织的卫生防疫工作分别设在卫生、社会、警察等部门。防疫重点为霍乱、天花、病毒性肝炎、细菌性痢疾、白喉等传染病。
1950年，青岛市防疫委员会成立。1952年3月，美军四次向青岛投撒细菌，全市46万人投入灭虫行动，随后全市开展了大规模的除四害、讲卫生的群众性爱国卫生运动，命名为卫生模范城市。1954年成立青岛市卫生防疫站。1957年各县、区均建立卫生防疫站，形成全市性卫生防疫网络，全面开展传染病防治和计划免疫疾病监测等工作，传染病发病率逐年下降。“文化大革命”期间，卫生防疫工作受到冲击。1978年后逐渐恢复。
1985年，青岛市被授予“无鼠害海港、军港、火车站”荣誉称号。1980年代末，各种急性传染病被基本控制或基本消灭。1990年，青岛市获得“全国卫生城市”称号，所辖五个县级市都获得了全国和省级卫生城市称号，其中胶州市成为青岛市第一个县级国家卫生城市。1990年代中期，获“全国疫情管理工作先进城市”称号。1994年，青岛市在全国率先基本消灭了麻风病。1996年，青岛市获得国家卫生城市称号。1997年，实现和基本实现消灭了脊髓灰质炎、碘缺乏病和丝虫病。1999年，全国首家一流水平、一流设施的青岛市疾病控制中心投入使用，使青岛市对预防控制、治疗各类流行传染病、地方病、职业病以及卫生检疫有了强力的保障。2003年，青岛市继消灭天花后，消灭了丝虫病；同时青岛在全国第一个实现以市为单位结核病防治微机化管理，艾滋病实验室软硬件建设也处于全国前列。进入21世纪，青岛市开展公共卫生“两个体系”（疾病预防控制体系、医疗救治体系）建设，建立了市、区（市）两级指挥协调体系和突发公共卫生事件应急处理中心；建立公共卫生突发事件应急反应电子信息网络，提高了传染病疫情的监测和预警、预报的能力。

## 红十字事业
青岛的红十字事业始于20世纪初。1914年，中国红十字总会会长吕海寰与德国传教士卫礼贤在礼贤书院（今青岛第九中学）组建中国红十字会青岛分会，从事救护战争中受伤军民的人道主义活动，这是青岛最早成立的救护救济性组织；下设医疗队，有医生等45人，救护车2辆。1922年，丛良弼创办世界红十字会青岛分会，从事救济灾民、放赈施医等慈善事业；设有慈幼院、慈济医院、职业学校、女子小学和救济队。1928年，万国缔盟中国红十字会青岛分会成立，1929年改称中华民国红十字会青岛分会，第二次日占时期迁至胶州县城。1945年9月，中华民国红十字会青岛分会重建，下设救护总队。
共和国成立后，红十字会青岛分会几经撤立、改组，成为今青岛市红十字会；世界红十字会青岛分会被中华救济总会青岛分会接管。青岛市红十字会经常开展群众性卫生救护训练，组织公民无偿献血，参与救灾，在台湾事务方面提供查人、转信、认证等服务。1990年代末，青岛市高校红十字会、红十字工作委员会成立全市各高校均成立红十字会，设立红十字奖学金、助学金、救助金；驻青高校全部成立红十字工作委员会，并在全市中小学中开展创建红十字学校和红十字好少年活动。1994年，青岛市正式开展全市性无偿献血活动；次年，中国红十字总会在青岛召开了首次国际无偿献血工作研讨会。进入21世纪，青岛市在全国率先开展捐献造血干细胞活动。2000年，首次进行募捐义卖、义诊、义演、义修活动；在大学生、外企、酒店、建筑工地开展救护培训。2001年，青岛市红十字首次对在青岛的外国人举办初级救护理论和操作技术培训班；由全市12所高校会员参加的高校红十字会义工团成立；同时开展了红十字义工对口结对活动，红十字青少年义工定期上门为孤老病残服务。2002年，红十字会开始在全市招募志愿者；同年，青岛市捐献造血干细胞配型实验室获批成立，青岛市红十字会海慈义工基地成立。青岛市红十字会在李沧区毕家上流社区建立全市第一个农村红十字会社区卫生服务站暨义工服务基地。